# Дузина
Дузина (обикновено съкращавано в латинските езици doz или dz) е група от дванайсет.
Дузина е може би един от най-ранните примитивни начини за групиране, защото има около дванайсет цикли на Луната или месеци в един цикъл на Слънцето или година. Дванайсет е и удобно, тъй като има най-много делители от числата под 18.
Използването на дванайсет като основа на бройна система (известно като дванайсетична бройна система) възниква в Месопотамия (също и шейсетичната бройна система). Това вероятно идва от броенето на пръсти, при което се ползват самите кокалчета на пръстите, броени с палеца. С този метод на една ръка може да се преброи до дванадесет, а с двете ръце, може да се пресмята до 144. Дванайсет дузини (122 = 144) в някои държави е известно като гроса; а дванадесет гроси (123 = 1728, дванайсетичното 1000) се нарича голяма гроса, термин най-често използван при доставка или закупуване на стоки на едро. Голяма стотица, известна още като малка гроса, е 120 или десет дузини.
В зависимост от страната, някои продукти са опаковани или продавани заедно на дузини, най-често хранителни продукти (дузина яйца). В страните, в които се използва дузина, използват съчетанието „няколко дузини“, за да изразят голям брой.

## Етимология
Произходът на думата е от douzaine, френска дума, означаваща „група от дванайсет“, производна на числото douze („дванадесет“, от латинското duodĕcim) и суфиксът, показващ обединяване -aine (от латински -ēna). Наставката се използва, за да образуват други думи със сходен смисъл, като например quinzaine (група от петнадесет), vingtaine (група от двадесет), centaine (група от сто), и т.н. Тези френски думи имат сродни думи в испанския език: docena, quincena, veintena, centenna, и т.н. На английски dozen, френски douzaine, каталонски dotzena, персийски dowjin „دوجین“, арабски durzen „درزن“, немски Dutzend, нидерландски dozijn, италиански dozzina и полски tuzin, се използват също и като неопределителни бройни в смисъл на „много“.

## Дузината на хлебаря
Дузината на хлебаря, известна и като голяма или дълга дузина, е 13. Най-използваната употреба на дузината на хлебаря днес е просто група от тринадесет предмета (най-често печива). Терминът е означавал различни неща в рамките на последните няколко века.
В Обединеното Кралство при продажбата на определени стоки, хлебарите били длъжни да продават стоките на дузини със строго определено тегло или качество (или средно тегло). Хлебарите, които продавали дузината под необходимото тегло, рискували тежки глоби. За да се застраховат, някои хлебари давали допълнителна тринайсета бройка, за да са сигурни, че постигат минималното тегло. В края на XVI век дузината на хлебаря се отнася до групиране, при което клиентът получавал дузина, а последната бройка представлявала печалбата на пекаря. Терминът също има шеговит смисъл, като „дванайсет от днес и едно от вчера“.